# El cóndor pasa

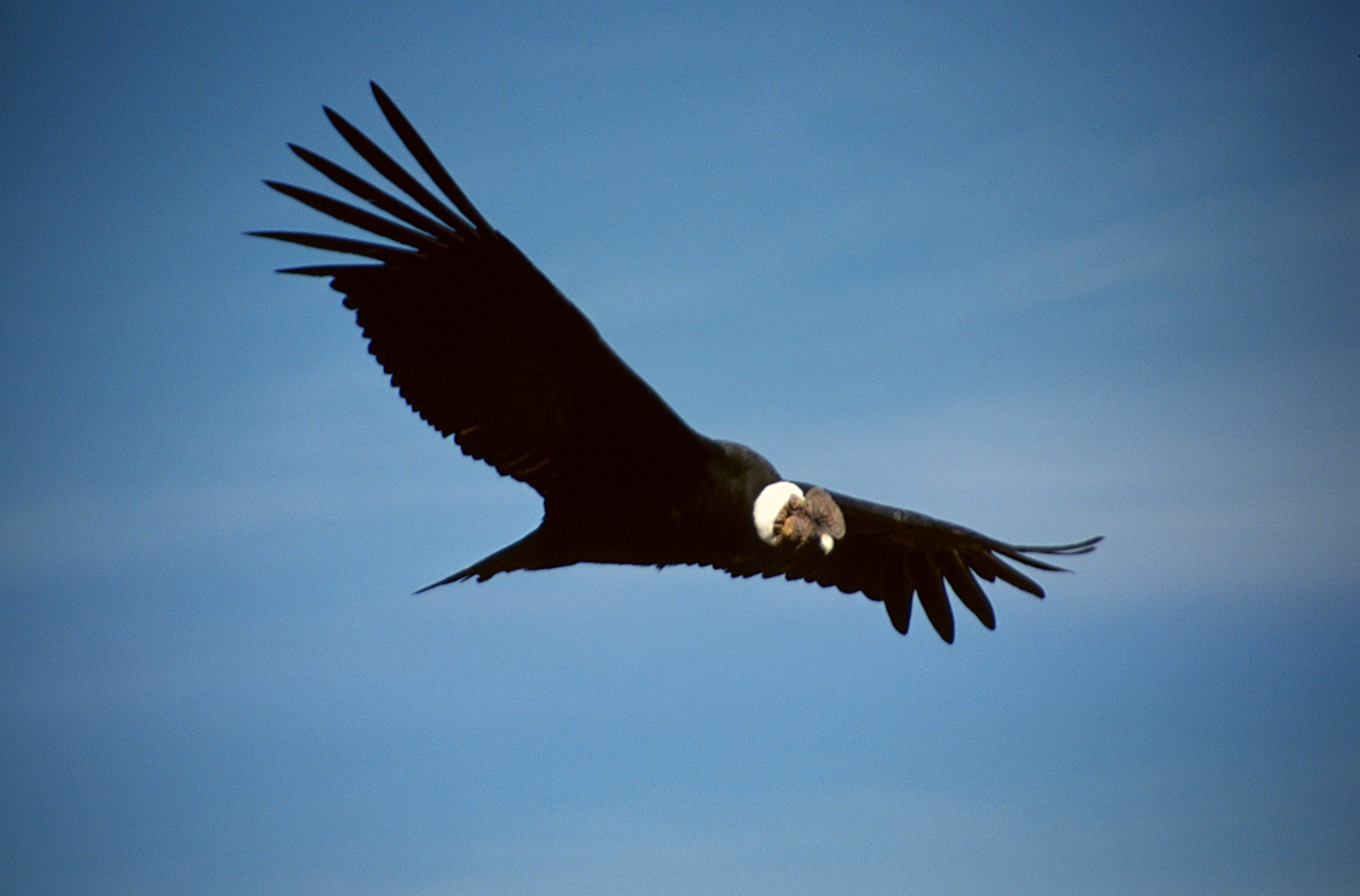
Condor-dos-andes no Peru

El cóndor pasa é uma obra teatral musical, classificada tradicionalmente como zarzuela, à qual pertence a famosa melodia homônima. A música foi composta em 1913 pelo compositor peruano Daniel Alomia Robles e a letra, por Julio de La Paz, (pseudônimo de Julio Baudouin). No Peru,  foi declarada Patrimônio cultural da Nação, em 1993.
Esta música fez parte do filme Livre (Wild, 2014).

## A obra
A história transcorre no assentamento mineiro  Yapaq   de Cerro de Pasco, Peru e constitui-se uma obra de denúncia social. É a tragédia do enfrentamento de duas culturas: a anglo-saxônica e a indígena. A exploração de Mr. King, dono da mina, tem sua culminação na vingança de Higínio, que o assassina. Mas, para substituí-lo, chega Mr. Cup. E a luta tem que ser reiniciada, e o condor que voa nas alturas é o símbolo da desejada liberdade.
Inicialmente sem letra, El Cóndor Pasa aparecia na parte final da obra. É uma cashua (dança similiar à huaino) inspirada nos cantos andinos.
| Letra em quíchua |  | Tradução ao português |
| Yaw kuntur llaqtay urqupi tiyaq maymantan qawamuwachkanki, kuntur, kuntur apayllaway llaqtanchikman, wasinchikman chay chiri urqupi, kutiytan munani, kuntur, kuntur. |  | Ó majestoso Condor dos Andes, leva-me ao meu lar, nos Andes, Ó Condor. Quero voltar à minha terra querida e viver com meus irmãos Incas, que é o que mais anseio Ó Condor. |
| Qusqu llaqtapin plaza-challanpin suyaykamullaway, Machu piqchupi Huayna piqchupi purikunanchiqpaq.                                                                    |  | Em Cusco, na praça principal, espera-me, para passearmos em Máchu Pícchu e Huayna Pícchu.                                                                                  |

Também existe uma versão da letra em inglês, realizada por Paul Simon em 1970, (do duo estadunidense Simon & Garfunkel), ao qual muitas vezes foi atribuída, erroneamente, a autoria.